# Systaria bifidops
Espèce
Systaria bifidops est une espèce d'araignées aranéomorphes de la famille des Miturgidae.

## Distribution
Cette espèce est endémique du Pahang en Malaisie,. Elle se rencontre vers Fraser's Hill à 1 300 m d'altitude.

## Description
Le mâle holotype mesure 9,0 mm.

## Publication originale
- Jäger, 2018 : On the genus Systaria (Araneae: Clubionidae) in Southeast Asia: new species from caves and forests. Zootaxa, no 4504(4), p. 524-544.